# Gavit
Gavit  (armensko գավիթ, gavit’) ali žamatun (armensko ժամատուն žamatun) je kongresna dvorana ali mavzolej, prizidan k vhodu v cerkev. V srednjeveških armenskih samostanih je zato pogosto naslonjen na zahodno stran cerkve. Služil je kot narteks (vhod v cerkev), mavzolej in zbornica in je nekoliko podoben narteksu  bizantinskih cerkva. Kot arhitekturni element je gavit ločen od cerkve in je bil zgrajen pozneje. Prvi znani primerek gavita je v samostanu Horomos, datiran v leto 1038, ko se je še imenoval žamatun. Izraz žamatun se je začel nadomeščati z izrazom gavit leta 1181, ko se je prvič pojavil v napisu v samostanu Sanahin.

## Zgodovina
Gavit, narteks, zgrajen v značilnem armenskem slogu, se je pojavil v 10. in 11. stoletju. Prvi gaviti, zgrajeni v 10. stoletju, so bile preproste štirikotne stavbe brez stebrov, pokrite z lesenimi strehami, ki so se uporabljale kot dinastične nekropole. V 11. stoletju se je pojavil prvi znani žamatun s štiristebrno strukturo, zgrajen v samostanu Horomos. Žamatun je leta 1038 zgradil kralj Hovhannes-Smbat III. Obok ima obliko osmerokotne piramide in je okrašen z vrhunskimi reliefi.
Mnogi prvi žamatuni ali gaviti so se zgradili na jugu Armenije v regiji Sjunik. Slog se je v 12. in 14. stoletju spremenil. Takšne gavite se najde  v samostanih Sagmosavank v Haritčavanku in samostanu Hovhanavank. Slog se je ponovno spremenil v poznem 13. stoletju, kar je opazno na primer v samostanu  Gandzasar. V poznem srednjem veku so gavite  postopoma prenehali graditi. 
Splošna struktura gavita z devetimi loki je značilna za devetločni tloris mošej od abasidskega obdobja naprej, ki jih je mogoče videti od Španije do Srednje Azije.
Prva omemba žamatuna je v posvetilnem napisu samostana Horomos iz leta 1038, ki je hkrati najstarejši znani žamatun. Napis se glasi: 
»V letu Armencev 487 (tj. 1038) sem jaz, šahanšah Jovannes, sin šahanšaha Gagika, podaril svoj vinograd v Kolbu tej moji cerkvi, Surb-Jovannes, ki sem jo zgradil v tem samostanu v Horomosu, skupaj s tem žamatunom ...«
— Posvetilni napis gavita v Horomosu
Izraz gavit za takšno stavbo se je prvič pojavil več kot stoletje pozneje, leta 1181, v posvetilnem napisu v samostanu Sanahin, ki ga je napisal opat Jovhannes in se glasi:
»Leta 630 (tj. 1181), v času zmagovitega kralja Jurija, amirspasalarja Sargisa in njegovih sinov Zakareja in Ivaneja ter amirja Kurda, sem jaz, Jovhannes, opat svetega samostana, s pomočjo amirja Kurda in velikega vardapeta Grigorja ter Kristusa Boga, z velikim upanjem (ponovno) iz njenih temeljev zgradil to nekoč obstoječo cerkev in gavit ...«
Zdi se, da se je izraz žamatun uporabljal za označevanje stavb, zgrajenih bolj ali manj sočasno s sosednjo cerkvijo za pogrebne ali spominske namene, medtem ko se je izraz gavit nanašal na prostor, zgrajen ob starejših cerkvah, ki je pokrival obstoječe starodavne nagrobnike. Izraz gavit je v davni preteklosti pomenil »odprto dvorišče«, se pravi  obstoječ prostor okoli starih cerkva, kjer so bili grobovi plemstva, medtem ko izraz žami tun v armenščini pomeni 'hiša ur', zam pa označuje čas dneva, posvečen molitvi.

## Glavni primeri
Nekaj glavnih primerov gavitov in žamatunov, razvrščenih kronološko:
- Prvi znani žamatun je v samostanu Horomos, datiran v leto 1038. Obok z okulusom (svetlobnikom) in okrašenimi ploščami v osmerokotni postavitvi[3][2]
- Gavit cerkve sv. Odrešenika v samostanu Sanahin je bil zgrajen leta 1181 in ima napis, ki omenja Sargisa Zakariana[5]
- Samostan Gošavank, zgrajen leta 1197[11]
- Gavit v cerkvi Svetih apostolov v Aniju, zgrajen po letu 1031 in pred letom 1215, verjetno okoli leta 1200[12]
- Ostanki žamatuna z dekoriranim obokom, samostan Bagnajr, datiran v leto 1201[13][12]
- Gavit v prvem slogu v samostanu Sanahin, zgrajen leta 1211, je brez okulusa
- Samostan Hagarcin; žamatun je zgradil Ivan I. Zaharija okoli leta 1215[14]
- Samostan Astvacankal (1250): gavit in njegov obok z muqarnas okrasom in okulusom je bil morda pokrit s stebriščnim baldahinom[15]
- Gavit samostana Hovhanavank; gradnjo je leta 1250 dokočal Kurd Vačutjan[16]
- Žamatun samostana Gandzasar, ki ga je leta 1261 posvetil Hasan-Džalal Davla[17]
- Žamatun kneza Proša Hagbakjana (1283);[18] grobnice so za dvojnima lokoma;[19] vhod v Prošjansko kapelo je na desni[20]
- Žamatun (1288), grobnica Papaka Prošjana in njegove žene Ruzukane

## Vira
- Ghazarian, Armen; Ousterhout, Robert (2001). "A Muqarnas Drawing from Thirteenth-Century Armenia and the Use of Architectural Drawings during the Middle Ages". Muqarnas. 18: 145–146. doi:10.2307/1523305. ISSN 0732-2992.
- Vardanyan, Edda (1. januar 2015). »The Žamatun of Hoṙomos and the Žamatun/Gawit' Structures in Armenien Architecture«. Hoṙomos Monastery: Art and History, edited by Edda Vardanyan, Paris : ACHCByz: 208.